# Мактавиш, Мейсон
Мейсон Мактавиш (англ. Mason McTavish; род. 30 января 2003) — канадский хоккеист, нападающий клуба НХЛ «Анахайм Дакс». Мактавиш был выбран «Дакс» под общим третьим номером в первом раунде драфта НХЛ 2021 года.

## Карьера

### Клубная
На детско-юношеском уровне играл за команды «Оттава Вэлли Титанс» и «Пемброк Ламбер Кингз». В 2019 году начал выступать в OHL в составе «Питерборо Питс». Во взрослом хоккее дебютировал в сезоне 2020/21 в чемпионате Швейцарии в клубе «Ольтен».
Сезон 2021/22 начал в НХЛ в составе «Анахайма», в дебютной игре против «Виннипег Джетс» в октябре 2021 года забил первый гол в карьере и записал на свой счёт голевую передачу при победе его команды 4:1. В 18 лет и 256 дней он превзошёл Олега Твердовского, став самым юным голеадором в истории «Анахайма». Спустя короткое время снова был отправлен в юниорскую лигу OHL.
В сезоне 2022/23 стал основным игроком «Анахайм Дакс», проведя 80 матчей и набрав 43 очка (17+26). 6 января 2023 года набрал 4 очка (2+2) в игре против «Сан-Хосе Шаркс».

### Международная
В 2022 году включён в состав национальной сборной Канады на Олимпийские игры. В матче за выход в четвертьфинал со сборной Китая (7:2) заработал единственное очко за турнир. Канада прекратила борьбу за медали, проиграв в четвертьфинале.
В составе молодёжной сборной играл на МЧМ-2022, на котором стал чемпионом мира. На турнире заработал 17 очков (8+9), став лучшим бомбардиром сборной и всего турнира и войдя в символическую сборную и при этом он получил награду как Лучший нападающий турнира.

## Семья
Сын Дейла Мактавиша — бывшего игрока команды НХЛ «Калгари Флэймз» и швейцарского клуба «Рапперсвиль-Йона Лейкерс».